# Harald Holm (läkare)
Harald Holm, född 9 december 1852 i Bergen, död 1926, var en norsk psykiater.
Holm blev candidatus medicinæ 1879 och assistent vid Kristiania stads sinnessjukasyl och överläkare där 1898. Då asylen flyttades till Dikemark i Asker 1905 blev han dess direktör. Han tog doktorsgraden 1893 på avhandlingen Den dorsale Vaguskjernes Anatomi og Pathologi, var från 1891 sakkunnig i rättspsykiatri och från 1894 amtsläkare i Akershus amt. Han var medlem av rättsmedicinska kommissionen 1900 och docent i psykiatri 1896–1905. Han bedrev en betydande litterär verksamhet och skrev bland annat Den specielle Psychiatri (1896).